# Семенга
Семенга — река в России, протекает по Лоухскому району Карелии, недалеко от его границы с Калевальским районом.
Высота устья — 109,8 м над уровнем моря, высота истока — 139,7 м над уровнем моря.
Исток — озеро Нижнее Хаппаярви, в которое осуществляется сток Верхнего Хаппаярви и Нижнего Куркиярви. В 2,5 км северо-западнее истока реки находился лесоучасток Хаппа.
Течёт на восток, через озеро Семенга. Устье реки находится в 2,3 км по левому берегу Кизреки. Длина реки составляет 10 км.

## Данные водного реестра
По данным государственного водного реестра России относится к Баренцево-Беломорскому бассейновому округу, водохозяйственный участок реки — Ковда от истока до Кумского гидроузла, включая озёра Пяозеро, Топозеро. Речной бассейн реки — бассейны рек Кольского полуострова и Карелии, впадает в Белое море.
Код объекта в государственном водном реестре — 02020000412102000000277.